# 埃爾羅布爾 (加利福尼亞州)
埃爾羅布爾（英語：El Roble）是位於美國加利福尼亞州門多西諾縣的一個非建制地區。該地的面積和人口皆未知。

## 地理
埃爾羅布爾的座標為39°05′23″N 123°10′51″W / 39.08972°N 123.18083°W，而該地的平均海拔高度為172米（即564英尺）。